# Vladimir Kara-Murza Sr.
Vladimir Alexeevici Kara-Murza (în rusă Владимир Алексеевич Кара-Мурза; n. 24 octombrie 1959, Moscova, RSFS Rusă, URSS – d. 28 iulie 2019, Moscova, Rusia) a fost un jurnalist și prezentator de televiziune rus. A fost un critic deschis al lui Leonid Brejnev și un susținător al reformelor din timpul lui Boris Elțîn.

## Biografie
Kara-Murza a absolvit Facultatea de Istorie a Universității de Stat din Moscova în 1981. În timp ce se afla la universitate, a fost cât pe ce să fie exmatriculat pentru că a vandalizat portretele liderului sovietic Leonid Brejnev. A predat istoria la școală. În anii 1980, el a refuzat angajarea la stat, invocând opoziția sa față de regimul sovietic.
În 1992, odată cu debutul reformelor democratice ale președintelui Boris Elțin, el s-a alăturat programului săptămânal Itogi de pe Pervîi Kanal al televiziunii ruse — mai întâi ca redactor, apoi pe post de corespondent. În 1993, împreună cu colegii săi, s-a alăturat noului creat NTV, primul canal de televiziune independent al Rusiei, fondat de Vladimir Gusinski. În aprilie 1995, Kara-Murza a lucrat ca prezentatorul programului de știri al NTV Astăzi la miezul nopții.
În aprilie 2001, în semn de protest față de preluarea NTV de către guvernul rus, Kara-Murza, împreună cu alți jurnaliști de la NTV (Evgheni Kiseliov, Viktor Șenderovici, Mihail Osokin, Svetlana Sorokina⁠(d)), s-a mutat la canalul TV-6, unde Kara-Murza a lucrat ca prezentator a emisiunii de știri de seară Grani (Unghiuri sau Puncte de vedere). Când TV6 a fost închis de guvern în ianuarie 2002, jurnaliștii săi au contestat acordarea licențelor de frecvență și au câștigat, revenind în iunie 2002 sub sigla canalului TVS. Kara-Murza și-a continuat programul Grani, care s-a bucurat de unele dintre cele mai bune evaluări ale telespectatorilor de la televiziunea rusă.
În iunie 2003, TVS, ultimul canal de televiziune independent al Rusiei, a fost lăsat fără licență din ordinul Ministerului Presei. Din august 2003, Kara-Murza a fost prezentatorul știrilor de seară la postul RTVi⁠(d).

## Familie
Vladimir Kara-Murza Sr. a fost tatăl politicianului de opoziție Vladimir Vladimirovici Kara-Murza.
A fost strănepotul revoluționarului leton Voldemārs Bisenieks (1884–1938) și strănepotul primului ambasador al Letoniei în Marea Britanie, Georgs Bisenieks⁠(lv)[traduceți] (1885–1941), ambii împușcați de NKVD. Agronomul și publicistul leton Jānis Bisenieks⁠(lv)[traduceți] (1864–1923) a fost fratele lor mai mare. De asemenea, este înrudit cu Serghei Kara-Murza (născut în 1939), un istoric, chimist și filozof sovietic/rus. Toți sunt membri ai familiei Kara-Murza⁠(d), descendenți ai unui aristocrat tătar care s-a stabilit la Moscova și s-a convertit la creștinism în secolul al XV-lea d.Hr. (Numele Kara-Murza în traducere înseamnă „Domnul Negru”.)
Vladimir Kara-Murza Sr. a murit în 2019 din cauze neprecizate. Ziarul american The Washington Examiner a remarcat opoziția sa față de Putin în necrologul lui Kara-Murza Sr, dar a mai precizat că „se pare că Vladimir Kara-Murza a murit din cauze naturale: avea antecedente de boli de inimă și se știa că a avut o sănătate precară de ceva vreme”.

## Poziție publică
În 2004, a devenit unul dintre fondatorii Comitetului de opoziție 2008 (în rusă Комитет 2008: Свободный выбор, transliterat: Komitet 2008: Svobodnîi vîbor). În 2018, a fost unul dintre mandatarii lui Grigori Iavlinski la alegerile prezidențiale.
El a fost unul dintre criticii politicii autorităților actuale și a președintelui Vladimir Putin, iar în publicațiile sale a criticat în mod regulat programele televiziunii moderne ruse și prezentatorii acestora.